# بيت الوادي (طرطوس)
بيت الوادي قرية سورية في ناحية دوير رسلان في منطقة دريكيش التابعة لمحافظة طرطوس.